# بوني لين فيلدز
بوني لين فيلدز (بالإنجليزية: Bonnie Lynn Fields)‏ هي ممثلة أمريكية، ولدت في 18 يوليو 1944 في والتربورو في الولايات المتحدة، وتوفيت في 17 نوفمبر 2012 في ريتشموند في الولايات المتحدة بسبب سرطان.

## وصلات خارجية
- بوني لين فيلدز على موقع IMDb (الإنجليزية)
- بوني لين فيلدز على موقع قاعدة بيانات برودواي على الإنترنت (الإنجليزية)
- بوني لين فيلدز على موقع قاعدة بيانات برودواي على الإنترنت (الإنجليزية)